# Eleccions generals groenlandeses de 2021
Les Eleccions generals groenlandeses de 2021 es van celebrar el 6 d'abril juntament amb les eleccions locals. L'Inuit Ataqatigiit esdevindria el partit vencedor, obtenint 12 dels 31 escons a l'Inatsisartut.

## Context
Al novembre de 2020, el Primer Ministre Kim Kielsen va ser derrotat en les primàries del Siumut davant Erik Jensen. Tanmateix, Kielsen no va renunciar com a primer ministre. La creixent rivalitat entre els dos i el desacord sobre la mina de Kvanefjeld van fer que els demòcrates es retiressin del govern de coalició, deixant Siumut i Nunatta Qitornai amb només 12 dels 31 escons de l'Inatsisartut. Kielsen no va poder formar un nou govern de coalició, votant-se a favor d'eleccions anticipades.
Durant la campanya electoral el major tema de debat va ser l'explotació de l'urani i les terres rares. Mentre Siumut va expressar suport als projectes defensant el creixement econòmic que suposava per a l'illa, l'Inuit Ataqatigiit va abanderar l'oposició defensant una moratòria per a la mineria d'urani. En una enquesta per determinar l'opinió pública sobre la mineria al jaciment de Kvanefjeld, el 63% es va oposar a aquesta activitat, dels quals el 45% estaven molt en contra.
Altres temes a destacar va ser la independència, les polítiques de COVID-19 i la política exterior.

## Enquestes
Es van realitzar quatre enquestes des del 2019.
| Data              | Siumut     | IA    | Dem   | Naleraq | Atassut | NQ   | PC   | Dif.  |      |       |
| ----------------- | ---------- | ----- | ----- | ------- | ------- | ---- | ---- | ----- | ---- | ----- |
| Data              | Abril 2021 | 23.2% | 36.2% | 13.4%   | 16.4%   | 6.5% | 2.1% | Dif.  | 2.2% | 13.0% |
| 8                 | Abril 2021 | 12    | 4     | 5       | 2       | 0    | 0    | 4     |      |       |
| Febrer 2021       | 29.4%      | 38.4% | 11.3% | 12.2%   | 6.8%    | 1.2% | 0.7% | 9.0%  |      |       |
| Febrer 2021       | 9          | 13    | 3     | 4       | 2       | 0    | 0    | 4     |      |       |
| Desembre 2020     | 31.0%      | 34.5% | 12.7% | 11.0%   | 6.1%    | 2.6% | 2.1% | 3.5%  |      |       |
| Desembre 2020     | 10         | 12    | 4     | 3       | 2       | 0    | 0    | 2     |      |       |
| Gener 2019        | 28.7%      | 30.6% | 21.7% | 10.3%   | 4.5%    | 2.2% | 2.5% | 1.9%  |      |       |
| Gener 2019        | 10         | 10    | 7     | 3       | 1       | 0    | 0    | Empat |      |       |
| Eleccions de 2018 | 27.4%      | 25.8% | 19.7% | 13.6%   | 6.0%    | 4.1% | 3.5% | 1.6%  |      |       |
| Eleccions de 2018 | 9          | 8     | 6     | 4       | 2       | 1    | 1    | 1     |      |       |

## Resultats
|                         |                         |        |       |      |         |     |  |  |  |
| Partit                  | Partit                  | Vots   | %     | +/-  | Escons  | +/- |  |  |  |
|                         | Inuit Ataqatigiit       | 9.912  | 37,42 | 11,6 | 12 / 31 | 4   |  |  |  |
|                         | Siumut                  | 7.971  | 30,10 | 2,7  | 10 / 31 | 1   |  |  |  |
|                         | Naleraq                 | 3.249  | 12,27 | 1,3  | 4 / 31  | =   |  |  |  |
|                         | Demokraatit             | 2.452  | 9,26  | 10,4 | 3 / 31  | 3   |  |  |  |
|                         | Atassut                 | 1.879  | 7,09  | 1,1  | 2 / 31  | =   |  |  |  |
|                         | Nunatta Qitornai        | 639    | 2,41  | 1,0  | 0 / 31  | 1   |  |  |  |
|                         | Partit de la Cooperació | 375    | 1,42  | 2,7  | 0 / 31  | 1   |  |  |  |
|                         | Independents            | 9      | 0,03  | –    | 0 / 31  | –   |  |  |  |
|                         |                         |        |       |      |         |     |  |  |  |
| Vots vàlids             | Vots vàlids             | 26.486 | 97,81 |      |         |     |  |  |  |
| Vots en blanc           | Vots en blanc           | 296    | 1,09  |      |         |     |  |  |  |
| Vots nuls               | Vots nuls               | 297    | 1,10  |      |         |     |  |  |  |
| Total                   | Total                   | 27.079 | 100   | –    | 31      | =   |  |  |  |
| Abstenció               | Abstenció               | 14.047 | 34,16 |      |         |     |  |  |  |
| Inscrits / participació | Inscrits / participació | 41.126 | 65,84 |      |         |     |  |  |  |